# Saúl Méndez
Saúl Méndez Rodríguez (Colón, 26 de diciembre de 1969) es un dirigente sindical, abogado panameño, secretario general del Sindicato Único Nacional de Trabajadores de la Construcción y Similares (Suntracs) desde 2010 y candidato presidencial del Frente Amplio por la Democracia en las elecciones generales de mayo de 2019.

## Biografía
Nació en la ciudad de Colón, siendo hijo de Eustaquio Méndez, un expolicía de la provincia de Chiriquí, y de Luzmila Rodríguez, oriunda de la provincia de Coclé.
Cursó sus estudios primarios en la Escuela República de Bolivia, en Colón. Estudió sus dos primeros años de la secundaria en el Colegio Rufo Garay, mientras que el tercer año lo cursó en la Escuela República de Francia en Chiriquí. Luego cursó en el Instituto Profesional y Técnico de Colón, donde se graduó de  mecánica de precisión, con especialización en soldadura. Durante su estudio de bachiller inició su formación política e ideológica, siendo por dos años secretario general de la asociación de estudiantes.
Inició sus estudios universitarios en el centro regional de la Universidad de Panamá en Colón, en la carrera de Ingeniería Civil, pero renunció al tercer semestre por asuntos familiares.
Años después, en 2017, obtuvo un título de abogado en la Universidad Panamericana de Panamá. También se graduó como Técnico en Relaciones Laborales y como Licenciado en Ciencias del Trabajo en la Universidad Especializada de las Américas (Udelas).

## Vida sindical y política
Comenzó a involucrarse en el movimiento sindical en 1989, cuando fundó un sindicato en una empresa textil de la Zona Libre de Colón y fue despedido por reclamar el pago de horas extra y el cumplimiento de la convención colectiva. En 1990 fue contratado como soldador en una empresa constructora y luego como ayudante general, siendo posteriormente seleccionado por sus compañeros como representante sindical ante el Suntracs.
En 1992 fue nombrado subsecretario de defensa del sindicato y en 1994 asumió el cargo de secretario de defensa, siendo reelecto varias veces y se convirtió en el segundo miembro de mayor influencia del Suntracs, por detrás de Genaro López. Posteriormente, en 2010 sucedería a López como secretario general del Suntracs, y sería reelecto en el cargo en 2013 y 2016.
Con la formación en 2013 del Frente Amplio por la Democracia (FAD), de tendencia izquierda, Méndez optó por postularse como candidato a diputado por el Parlamento Centroamericano, pero debido a la escasa cantidad de votos que recibió el partido en los votos presidenciales, no se cristalizó.
Con la refundación del FAD en 2018, Méndez decidió postularse como precandidato presidencial en las elecciones generales de mayo de 2019, siendo electo sin mayor oposición en las primarias partidarias del 23 de agosto, obteniendo 2560 votos (8,38% de participación).
Méndez ha mostrado una postura contraria al capitalismo, propone una asamblea constituyente originaria y una lucha contra los «ultramillonarios» panameños.

### Asilo y salida de Bolivia
El 21 de mayo de 2025 ingresó a la embajada de Bolivia en Panamá y solicitó asilo político, debido a investigaciones judiciales contra el Suntracs, producto de tensiones crecientes con el gobierno del presidente José Raúl Mulino. El 19 de julio de 2025 el gobierno boliviano le concedió el asilo, permitiendo viajar a Bolivia ese mismo día.
Sin embargo, la embajada de Bolivia en Panamá anunció el 24 de julio que Méndez abandonó dicho país por cuenta personal, con rumbo desconocido y dando por término la figura del asilo. Debido a esta situación, el presidente de Panamá José Raúl Mulino lo tachó de «fugitivo internacional» y las autoridades panameñas solicitaron alerta roja al Interpol. Extraoficialmente, se sospecha que Méndez pudo haberse trasladado a Venezuela, mediante una negociación paralela mientras estaba dentro de la embajada boliviana.